# 反攻大陸去
《反攻大陸去》，是中國國民黨為宣傳「反共復國」而編制的愛國歌曲，李中和作曲，精舒作詞。

中華民國法理行政區劃及相關領土糾紛

## 歌詞
反攻、反攻、反攻大陸去！

反攻、反攻、反攻大陸去！

大陸是我們的國土、大陸是我們的疆域，

我們的國土、我們的疆域，

不能讓毛賊盡著盤據，不能讓俄寇盡著欺侮。

我們要反攻回去、我們要反攻回去，

反攻回去！反攻回去！

把大陸收復！把大陸收復！

## 外部連結
- YouTube上的反攻大陸去（繁體中文）